# Bonifaci Calvo
 (janvier 2025).
La mise en forme du texte ne suit pas les recommandations de Wikipédia : il faut le « wikifier ».
Les points d'amélioration suivants sont les cas les plus fréquents. Le détail des points à revoir est peut-être précisé sur la page de discussion.
- Les titres sont pré-formatés par le logiciel. Ils ne sont ni en capitales, ni en gras.
- Le texte ne doit pas être écrit en capitales (les noms de famille non plus), ni en gras, ni en italique, ni en « petit »…
- Le gras n'est utilisé que pour surligner le titre de l'article dans l'introduction, une seule fois.
- L'italique est rarement utilisé : mots en langue étrangère, titres d'œuvres, noms de bateaux, etc.
- Les citations ne sont pas en italique mais en corps de texte normal. Elles sont entourées par des guillemets français : « et ».
- Les listes à puces sont à éviter, des paragraphes rédigés étant largement préférés. Les tableaux sont à réserver à la présentation de données structurées (résultats, etc.).
- Les appels de note de bas de page (petits chiffres en exposant, introduits par l'outil «  Source ») sont à placer entre la fin de phrase et le point final[comme ça].
- Les liens internes (vers d'autres articles de Wikipédia) sont à choisir avec parcimonie. Créez des liens vers des articles approfondissant le sujet. Les termes génériques sans rapport avec le sujet sont à éviter, ainsi que les répétitions de liens vers un même terme.
- Les liens externes sont à placer uniquement dans une section « Liens externes », à la fin de l'article. Ces liens sont à choisir avec parcimonie suivant les règles définies. Si un lien sert de source à l'article, son insertion dans le texte est à faire par les notes de bas de page.
- La présentation des références doit suivre les conventions bibliographiques. Il est recommandé d'utiliser les modèles {{Ouvrage}}, {{Chapitre}}, {{Article}}, {{Lien web}} et/ou {{Bibliographie}}. Le mode d'édition visuel peut mettre en forme automatiquement les références.
- Insérer une infobox (cadre d'informations à droite) n'est pas obligatoire pour parachever la mise en page.

Pour une aide détaillée, merci de consulter Aide:Wikification.
Si vous pensez que ces points ont été résolus, vous pouvez retirer ce bandeau et améliorer la mise en forme d'un autre article.

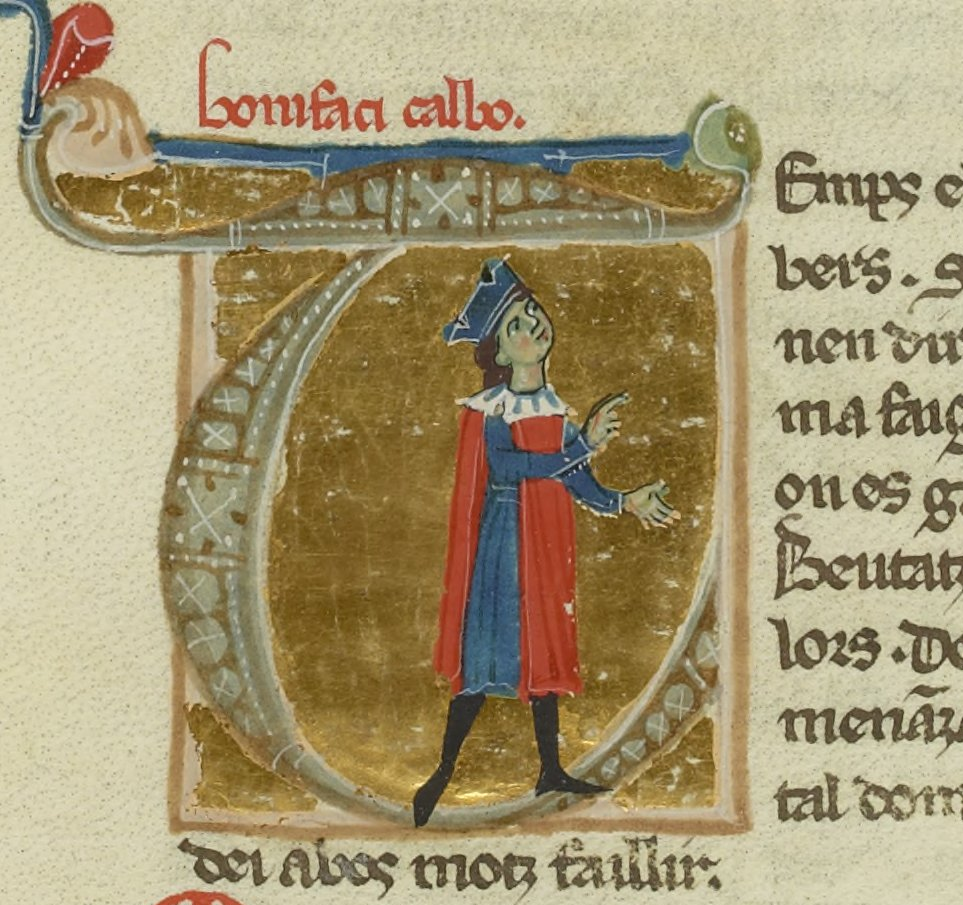
Bonifaci Calvo dans un chansonnier du XIIIe siècle.

Bonifaci, Bonifatz ou Bonifacio Calvo ( fl. 1253 – 1266) était un troubadour génois de la fin du XIIIe siècle. Les seules indications biographiques à son sujet se trouvent dans la vida de Bertolome Zorzi . Il est cependant le troubadour génois le plus remarquable après Lanfranco Cigala. Au total, dix-neuf de ses poèmes  et deux descorts ont survécu.

## Biographie
Bonifaci a passé la majeure partie de sa carrière à la cour d'Alphonse X de Castille, où la langue dominante était le galaïco-portugais. Même si sa production principale est en occitan, notamment des sirventes dans le style de Bertran de Born, il adopte la langue de la cour pour deux cantigas de amor et un poème multilingue. Dans un sirventes, il encourage le roi à entrer en guerre contre Henri III d'Angleterre au sujet de la Gascogne, un événement qui fournit une date fiable pour la composition de l'œuvre (1253 –1254 ). Il compose également plusieurs chansons d'amour dans le style d'Arnaut Daniel, mais son œuvre la plus renommée est un planh sur la mort de sa dame.
L'idée que Bonifaci aurait été fait chevalier par Ferdinand III de Castille et serait tombé amoureux de la nièce de Ferdinand, Berenguela, ce qui l'aurait inspiré à composer en galaïco-portugais, est légendaire, car elle est basée sur un passage peu fiable de Jean de Nostredame.
En 1266, Bonifaci revient en Lombardie. Il continue à composer en occitan, réalisant deux descorts avec Scotto et Luquet Gattulus. Au cours d'une guerre entre Gênes et Venise, Bonifaci composa un sirventes, « Ges no m'es greu, s'ieu non sui ren prezatz » (Peu m'importe si je ne suis pas estimé), dans lequel il reproche aux Génois de s'être laissés vaincre par les Vénitiens et d'avoir insulté ces derniers. En réponse, Bertolome Zorzi, prisonnier de guerre vénitien, écrivit « Molt me sui fort d'un chant mer[a]veillatz » (« J'ai été très surpris par une chanson »), défendant la conduite de son pays et accusant Gênes d'être responsable de la guerre. Selon la vida de Bertolome, Bonifaci fut convaincu par le poème de Bertolome et les deux devinrent amis[réf. nécessaire]. Ils ont composé ensemble de nombreux tensos.

## Remarques
1. ↑  Cabré, p. 128.
2. 1 2 3  Keller, p. 145.

## Sources
- [Cabré] Cabré, Miriam., "Italian and Catalan troubadours" (pp. 127–140). The Troubadours: An Introduction. Simon Gaunt and Sarah Kay, edd., Cambridge, Cambridge University Press, 1999 (ISBN 0-521-57473-0).
- Egan, Margarita, ed. and trans. The Vidas of the Troubadours. New York: Garland, 1984.  (ISBN 0-8240-9437-9).
- [Keller] Keller, Hans-Erich., "Bonifacio Calvo." Medieval Italy: An Encyclopedia. Christopher Kleinhenz, ed., Routledge, 2004 (ISBN 0-415-93931-3).
- Keller, Hans-Erich. "Bonifacio Calvo." Medieval Italy: An Encyclopedia. Christopher Kleinhenz, ed. New Jersey: Routledge, 2004.  (ISBN 0-415-93931-3).
- Lang, H. R. "The Relations of the Earliest Portuguese Lyric School with the Troubadours and Trouvères." Modern Language Notes, 10:4 (Apr:1895), pp. 104–116.